# Az Európai Unió Tanácsának szavazási mechanizmusa
Az Európai Unió Tanácsa háromféleképpen, 
- egyszerű többséggel,
- minősített többséggel, vagy
- egyhangúlag

hozhat döntéseket. Az alkalmazott rendszer a konkrét ügytől függ: az alapító szerződések határozzák meg, milyen típusú döntésekhez milyen módszer kell. A csupán minősített döntést kívánó esetekben is kívánatos egyhangú döntésre törekedni, ha ez lehetséges.
Az Európai Unió többszöri bővítésével a konszenzusos döntés egyre kevésbé vált megvalósíthatóvá. A Közösség működésének biztosítására dolgozták ki a minősített döntéshozatal rendszerét. Ennek szempontjai a következők: a tagállamok száma elérje az 50%-ot; a tagállamok lélekszáma elérje a 62%-ot; a szavazati súlyok aránya elérje a 72%-ot. A szavazati súlyok a következők: Észak és Dél, Kelet és Nyugat, „kicsik” és „nagyok” (A „nagyok” a következők: Egyesült Királyság, Franciaország, Németország, Olaszország, Spanyolország, Lengyelország, Románia.)
Ezen szempontok figyelembevételével jön létre az úgynevezett minősített többség
A tagállamok különböző számú szavazattal rendelkeznek a Tanácsban. A szavazatok száma közvetve az ország népességén alapul, de a kisebb országok ennél többet kapnak, hogy a nagyobb országok népességszámukból származó erőfölénye ne tegye súlytalanná a kisebb országokat a döntéshozatalban. 2004. november 1-jétől módosította a szavazati súlyokat a nizzai szerződés, jelenleg ez van érvényben. Az európai alkotmány elfogadásával a minősített többségi döntéshozatalhoz „kettős többség" kell majd: a tagországok lakosságának 65%-át képviselő szavazat és a tagországok 55%-ának (de legalább 15-nek) szavazata kell.
A napirendjére kerülő ügyek legnagyobb részében a megegyezés már alsóbb szinteken megszületik. Ezeket a Tanács tárgyalás és vita nélkül fogadja el, így csak az ügyek kb. 15%-ában [forrás?] van szükség ilyen magas szintű egyeztetésre.

## Külső hivatkozások
- Szavazási rendszer – Europa.eu